# Gaviapass
Průsmyk Gaviapass (italsky Passo di Gavia) je horský průsmyk v italských Alpách. Spojuje provincie Sondrio na severu s Brescií na jihu a odděluje skupinu Sobretta-Gavia na západě od hlavního hřebene Ortlerských Alp na východě.

## Poloha
Průsmyk Gaviapass se nachází v Národním parku Stelvio a spojuje Bormio na severu s Ponte di Legno na jihu 43 km dlouhou průsmykovou silnicí (SS300, do dubna 2021 SP29 v Sondriu, SP BS 300 v Brescii). Na severní rampě je třeba překonat deset serpentin, aby bylo dosaženo vrcholu průsmyku ve výšce 2621 m n. m., a patnáct serpentin na jižní rampě. Výškový rozdíl, který je třeba překonat, je v každém případě přibližně 1400 m.
Severní nájezd na průsmyk je relativně dobrý a má dva jízdní pruhy. Naproti tomu jižní rampa, která je zpevněná teprve od konce 90. let, má několik velmi úzkých serpentin a vozovku širokou místy jen 1,9 až 3 metry. V protisměru je několik míst pro předjíždění. Na jižní straně se nachází také přibližně 800 m dlouhý tunel, který slouží jako objízdná trasa pro velmi úzký úsek, který byl mezitím pro dopravu uzavřen. Ve frekventovaných dnech může docházet k obtížným dopravním situacím, zejména na jižní rampě, protože na některých úsecích se zde nemohou míjet dvě vozidla.
Vrchol průsmyku leží mezi Monte Gavia (3223 m n. m.) a Corno dei Tre Signori (3360 m n. m.) a nabízí dobrý výhled na ledovce skupiny Adamello.
Průsmyk Gaviapass bývá občas zařazován do náročných horských etap Giro d'Italia a často pak označuje nejvyšší bod závodu, Cima Coppi, kde se uděluje nejvíce bodů do horské klasifikace.

## Historie
Průsmyk Gaviapass byl znám již lidem z doby kamenné, což dokládá starověké sídliště na Malga dell'Alpe (2300 m) severně od průsmyku.
V pozdním středověku získal průsmyk zvláštní význam. V pozdním středověku vybudovali Benátčané přes průsmyk Gaviapass soumarskou cestu, aby obešli habsburské Tyrolsko na jedné straně a Lombardii na straně druhé, které s Benátkami soupeřily. V 16. století doprava přes Gaviapass silně vzrostla a stal se z ní jeden z nejdůležitějších průsmyků pro Benátčany. Ne nadarmo se soumarské cestě, která tudy vedla, říkalo "Strada Imperiale". Přestože byl několikrát modernizován, největší nedostatek Gaviapassu se nepodařilo odstranit: V zimě byla cesta pravidelně nepoužitelná, pouze v létě se po ní dalo několik měsíců chodit.
Po úpadku Benátek byl průsmyk Gaviapass dlouho téměř nepoužíván a svým významem zaostával za ostatními alpskými průsmyky. Teprve v době první světové války přes něj byla postavena silnice.

## Galerie

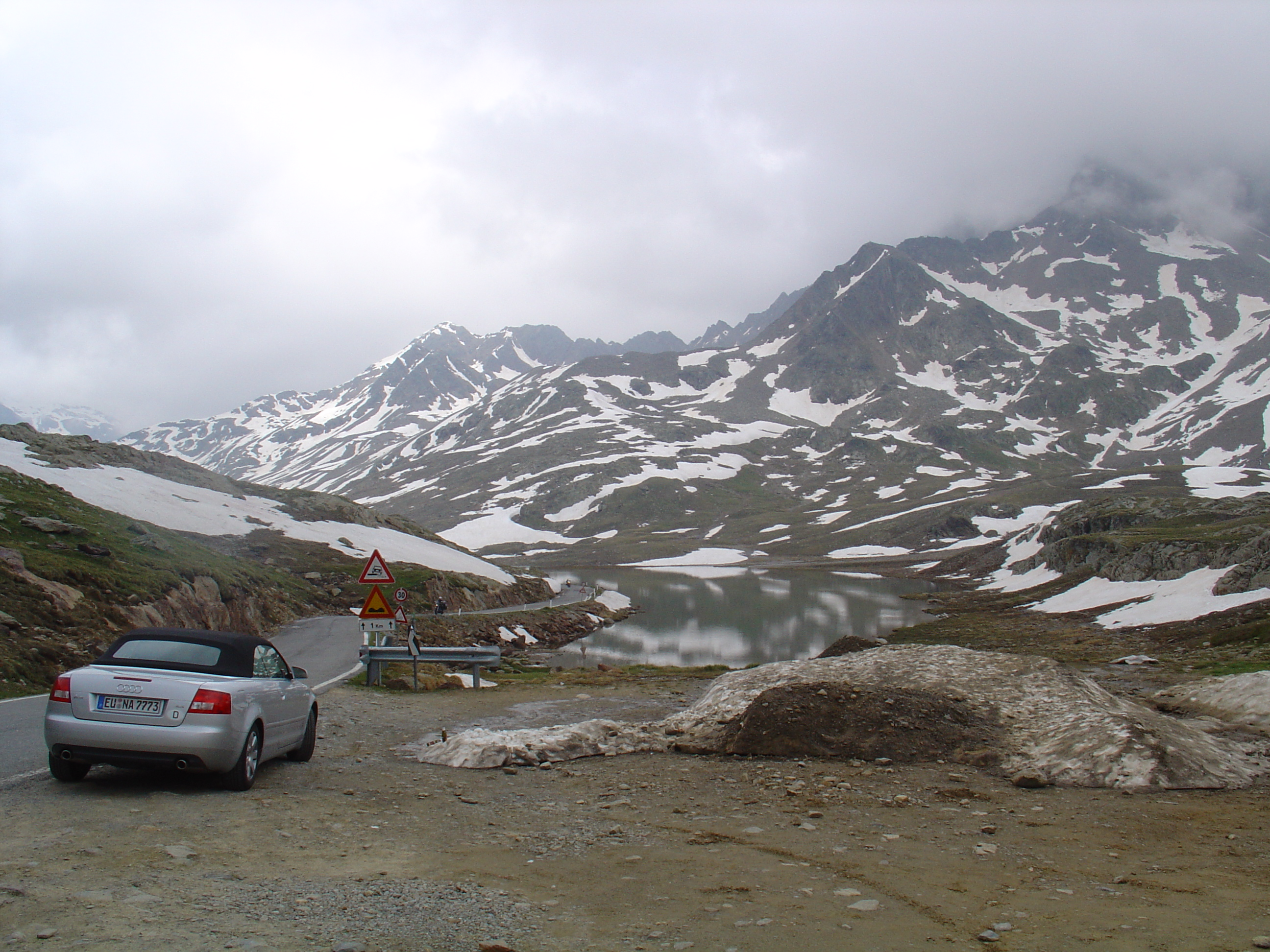
Lago Bianco na severní rampě silnice Gaviapass
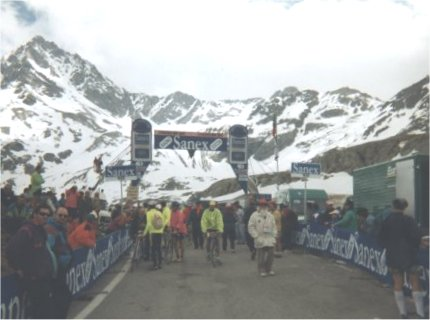
Giro d'Italia 1998
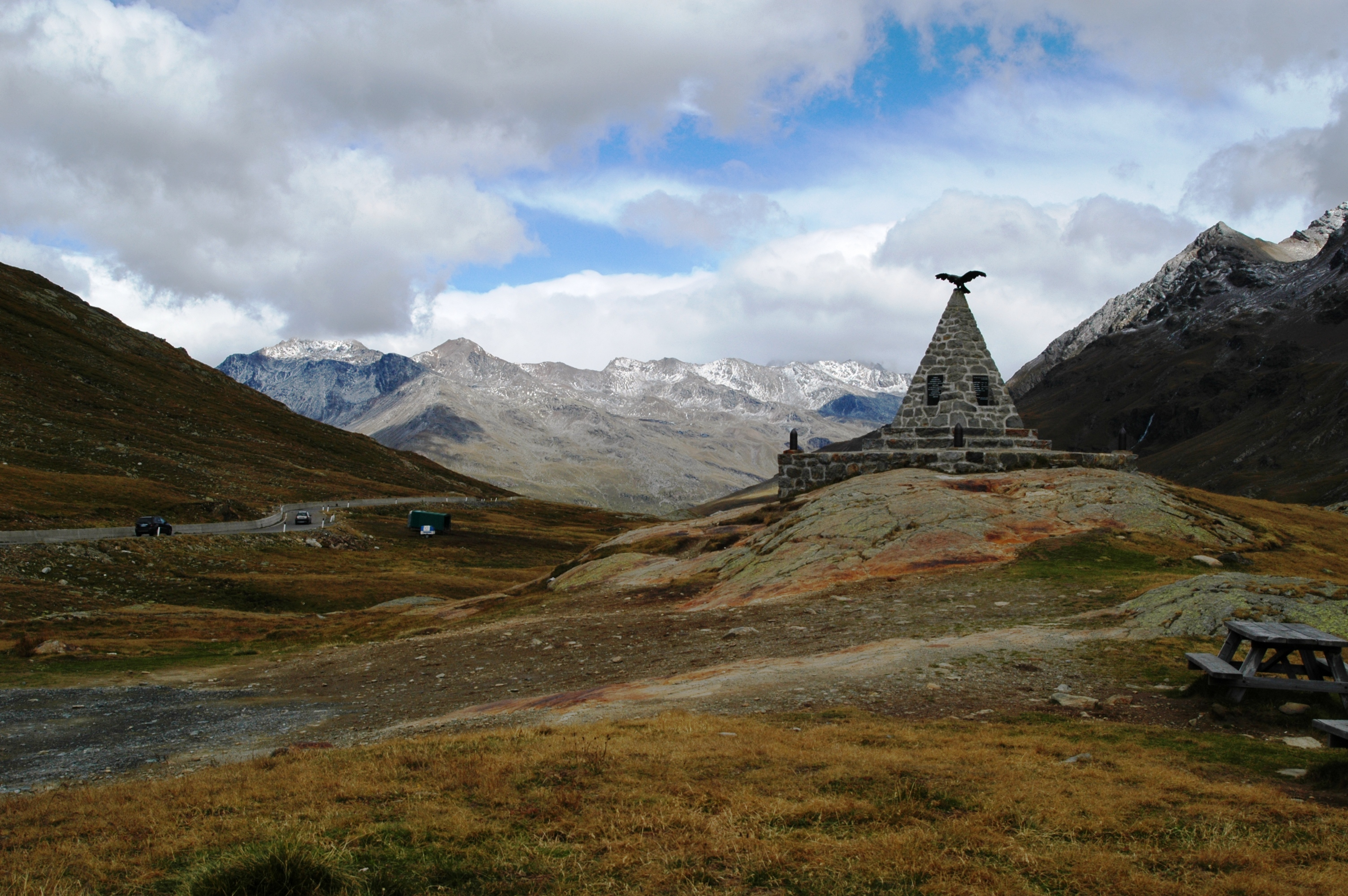
Památník v Rifugio Berni (2541 m), asi 2 km od průsmyku Gavia severním směrem